# مقاطعة راندولف (ألاباما)
مقاطعة راندولف (بالإنجليزية: Randolph County, Alabama)‏ هي إحدى مقاطعات ولاية ألاباما في الولايات المتحدة. تأسست سنة 1832، بلغ عدد سكانها 22913 نسمة في عام 2010 حسب إحصاء مكتب تعداد الولايات المتحدة وتصل الكثافة السكانية فيها 15.2 نسمة/كم2.

## أعلام
- ويليام أندرسون هاندلي
- توماس جاكسون دينسون
- لويس باول

## وصلات خارجية
- http://randolphcountyalabama.gov/